# Asiegu
Asiegu est un hameau (aldea) de la paroisse de Carreña, dans la municipalité asturienne (conceyu) de Cabrales. 
Il est situé à 3 km de Carreña, la capitale de la commune, à 425 m d'altitude. En 2018, elle comptait 95 habitants. 
Le 2 septembre 2019, le jury des prix Princesse des Asturies lui a décerné le Prix du village exemplaire des Asturies.